# Öskü, Veszprém
Öskü  este un sat în districtul Várpalota, județul Veszprém, Ungaria, având o populație de 2.254 de locuitori (2011). 

## Demografie
Componența etnică a satului Öskü
     Maghiari (98,29%)
     Germani (1,13%)
     Necunoscut (0,44%)
     Slovaci (0,15%)
     Alții (0,44%)
Componența confesională a satului Öskü
     Romano-catolici (40,33%)
     Luterani (18,72%)
     Fără religie (7,59%)
     Reformați (3,5%)
     Atei (1,06%)
     Necunoscută (28,79%)
     Alte religii (1,91%)
Conform recensământului din 2011, satul Öskü avea 2.254 de locuitori. Din punct de vedere etnic, majoritatea locuitorilor (98,29%) erau maghiari, cu o minoritate de germani (1,13%). Apartenența etnică nu este cunoscută în cazul a 0,44% din locuitori. Nu există o religie majoritară, locuitorii fiind romano-catolici (40,33%), luterani (18,72%), persoane fără religie (7,59%), reformați (3,5%) și atei (1,06%). Pentru 28,79% din locuitori nu este cunoscută apartenența confesională.